# Górówka pandroza
Górówka pandroza (Erebia pandrose) – motyl dzienny z rodziny rusałkowatych.

## Wygląd
Rozpiętość skrzydeł od 38 do 42 mm, dymorfizm płciowy słabo zaznaczony na wierzchu; na spodzie skrzydeł wyraźny: u samic środkowe pole jest ciemniejsze od części nasadowej i zewnętrznej, u samców skrzydła są prawie jednolite. 

## Siedlisko
Gatunek arktyczno-alpejski. Żyje w górach na otwartych kamienistych łąkach powyżej granicy lasu.

## Biologia i rozwój
Wykształca jedno pokolenie w roku (koniec czerwca-połowa sierpnia). Rośliny żywicielskie:  sesleria skalna, bliźniczka psia trawka, kostrzewy. Jaja składane są pojedynczo na suchych częściach roślin, na ziemi lub kamieniach w pobliżu roślin żywicielskich. Larwy wylęgają się po 2 tygodniach; rozwijają się zwykle przez dwa lata. Stadium poczwarki trwa ok. 2-3 tygodnie.

## Rozmieszczenie geograficzne
Gatunek eurosyberyjski, żyje w wysokich górach i w środowiskach tundrowych. W Polsce występuje tylko w Tatrach i jest nieliczny.